# Елизарово (городской округ Шаховская)
Елизарово — деревня в городском округе Шаховская Московской области России.

## Население
| 1852 | 1859 | 1926 | 2002 | 2006 | 2010 |
| ---- | ---- | ---- | ---- | ---- | ---- |
| 250  | ↘238 | ↘234 | ↘17  | ↘15  | ↘5   |

По данным Всероссийской переписи 2010 года численность постоянного населения составила 5 человек (2 мужчин, 3 женщины).

## География
Расположена в северной части района, примерно в 7 км к северу от районного центра — посёлка городского типа Шаховская, на левом берегу реки Лоби, впадающей в Шошу.
Соседние населённые пункты — деревни Акинькино, Бабинки, Гордино и Забелино.

## Исторические сведения
В начале XVII века село Елизарово значится «пустошь, что было село» с церковным местом. Около него находилось другое село — Никольское Доброе, принадлежавшее до 1625 года Ивану Елизарову Бибикову. Оно упоминается в писцовых книгах 1628 года Хованского стана Волоколамского уезда как пустошь в порозжих землях, что было село Никольское Доброе. В 1673 г. эта земля была передана во владение дьяку Тимофею Дементьеву Литвинову.

…да пустошь, что было село Елизарово, которое в писцовых книгах не написано, а на ней кладбище церковное, 6 мест дворовых, да на ней же пруд…
В 1681 году в Елизарове дьяконом Тимофеем Литвиновым была построена церковь Сошествия Святого Духа.
В XVIII веке село принадлежало Лобановым-Ростовским, а с 1787 года — Голицыным. Например, в 1768 году селом, относившимся к Хованскому стану Волоколамского уезда Московской губернии, владели совместно князь Иван Иванович Лобанов-Ростовский и вдова, графиня Фетинья Яковлевна Шереметева. В селе было 23 двора и 73 души, к церковной земле относилось 37 десятин 1101 сажень пашни.
В середине XIX века село Елизарово относилось ко 2-му стану Волоколамского уезда и принадлежала князю Михаилу Николаевичу Голицыну. В селе была церковь, 32 двора, крестьян 124 души мужского пола и 126 душ женского.
В «Списке населённых мест» 1862 года — владельческое село 1-го стана Волоколамского уезда Московской губернии по правую сторону Московского тракта, шедшего от границы Зубцовского уезда на город Волоколамск, в 25 верстах от уездного города, при безымянном ручье, с православной церковью, 32 дворами и 238 жителями (119 мужчин, 119 женщин).
По проекту 1873 года была выстроена кирпичная церковь, представлявшая собой храм с восьмигранным куполом, обширной трапезной с Никольским и Димитриевским приделами и колокольней. Закрыта не позже 1930-х годов, а в середине 1950-х разобрана на кирпич.
По данным на 1890 год село входило в состав Плосковской волости, здесь находилось земское училище, число душ мужского пола составляло 127 человек.
В 1913 году — 40 дворов, показано также имение князя А. Д. Голицына.
По материалам Всесоюзной переписи населения 1926 года — село Акинкинского сельсовета Судисловской волости, в нём проживало 234 человека (107 мужчин, 127 женщин), насчитывалось 55 хозяйств (из них 50 крестьянских), имелась школа.
С 1929 года — населённый пункт в составе Шаховского района Московской области. До 1954 года — центр Елизаровского сельсовета.
1994—2006 гг. — деревня Судисловского сельского округа Шаховского района.
2006—2015 гг. — деревня сельского поселения Раменское Шаховского района.
2015 — н. в. — деревня городского округа Шаховская Московской области.